# Dargelin
Dargelin ist eine Gemeinde im Landkreis Vorpommern-Greifswald. Die Gemeinde wird vom Amt Landhagen mit Sitz in Neuenkirchen verwaltet.

## Geografie und Verkehr
Die 16 km² große Gemeinde liegt ca. zehn Kilometer südlich von Greifswald auf einer Höhe von 24 m über dem Meeresspiegel. Sie ist hauptsächlich von landwirtschaftlichen Flächen umgeben, lediglich im Norden wird sie durch eine Waldfläche begrenzt. Dort berührt auch der Peenezufluss Schwinge das Gemeindegebiet. Die Gemeinde wird vom Geotop „Os Sassen-Dersekow-Dargelin“ tangiert.
Das nördlich gelegene Verwaltungszentrum Neuenkirchen liegt etwa 16 Straßenkilometer entfernt. Der Gemeindebereich wird von der Landesstraße 35, der ehemaligen Bundesstraße 96 von Nord nach Süd durchquert. Die Bundesautobahn 20 verläuft westlich von Dargelin und ist über die nördliche Anschlussstelle Greifswald (16 Kilometer) und die südliche Anschlussstelle Gützkow (neun Kilometer) erreichbar. Die nächsten Bahnanschlüsse an der Bahnstrecke Berlin–Stralsund befinden sich in Greifswald und Groß Kiesow.

### Ortsteile
| - Alt Negentin - Dargelin - Dargelin Hof | - Neu Negentin - Sestelin | Wohnplätze und Wüstungen im Gemeindebereich - Sophienberg (historisch) |

## Geschichte

### Dargelin
Nördlich und nordöstlich des namensgebenden Ortsteils der Gemeinde liegen mehrere Fundstellen mit Siedlungsnachweisen aus der spätslawischen Zeit sowie ein frühdeutscher Turmhügel. Er wurde 1248 erstmals als Dargolyn und Dargolin urkundlich erwähnt. Der Name kommt aus dem Slawischen und bedeutet so viel wie „lieb und teuer“ (nach Niemeyer) oder auch „Weg“ oder „Geschenk“ (nach Berghaus). Von der in Dargelin ansässigen Familie von Behr kam der Ort im Jahre 1284 durch eine Schenkung des Pommernherzoges Bogislaw IV. an die Stadt Greifswald, zu der es ohne Unterbrechung bis in das 20. Jahrhundert hinein gehörte. 1597 bestand der 800 Hektar große Ort aus zwei Katen, einem Krug und einer Mühle. Während des Dreißigjährigen Krieges wurde Dargelin 1637 von dem schwedischen General Johan Banér schwer verwüstet, worauf Greifswald die Eigenbewirtschaftung aufgab und den Grundbesitz verpachtete. Sowohl von 1686 bis 1740 als auch von 1809 bis 1849 war Dargelin verpfändet. Bereits um 1700 hatte sich der Ort zu einem Angerdorf entwickelt, 1788 legte Greifswald die vorhandenen drei Bauernhöfe zu einem Gutshof zusammen. 1849 errichtete einer der Pächter das Gutshaus. Während der Gutsbezirk 1865 noch 30 Familien mit insgesamt 184 Einwohnern zu verzeichnen hatte, wies die Volkszählung von 1910 für den Gutsbezirk Dargelin nur noch 165 Einwohner aus. Seit 1897 besaß der Ort einen Eisenbahnanschluss an der Nebenstrecke Behrenhoff – Klein Zastrow der Greifswald-Jarmener Kleinbahn (GJK). Die Strecke berührte Dargelin, Alt Negentin und Neu Negentin. Die Orte Sestelin und Sophienberg waren mit der Strecke durch Feldbahnen verbunden. Die Strecke wurde 1945 stillgelegt und die Gleisanlagen als Reparationsleistungen demontiert. Um 1927 tauschte die Stadt das Gut Dargelin gegen Ländereien der Universität Greifswald in Eldena und Koitenhagen ein. Von 1938 bis zum 31. Juli 1946 gehörte Dargelin zur Gemeinde Bandelin. 1947 wurde das Gut im Zuge der Bodenreform aufgesiedelt und an 21 Neubauern vergeben. Diese bildeten 1952 eine Landwirtschaftliche Produktionsgenossenschaft (LPG). In den LPG-Bauten etablierte sich nach 1990 eine Kartbahn. Während Dargelin 1964 noch 387 Einwohner hatte, änderte sich die Zahl 1990 auf 353, 2003 auf 421 und 2013 auf 367 Einwohner. Mit der 1992 erfolgten Bildung des Amtes Landhagen erhielt Dargelin den Status einer selbständigen Gemeinde zurück.

### Dargelin Hof
Dargelin Hof wurde erst ab 1971 in Gemeindeverzeichnissen so benannt. Vorher hieß es um 1920 laut Messtischblatt Nebenhof. Es war später eine Ansammlung von LPG-Ställen mit wenigen Wohnbauten. Nach 1990 sind viele Gebäude des Ortes nur noch Ruinen.

### Alt Negentin
Die Gegend um Alt Negentin war schon seit der Jungsteinzeit besiedelt, davon zeugen mehrere Großsteingräber aus dieser Epoche. Auch die Bronzezeit ist als Siedlungsgebiet der Germanen durch mehrere Hügelgräber Beleg für eine durchgehende Besiedlung (siehe auch Großsteingräber bei Neu Negentin). Alt Negentin wurde erstmals 1284 als „Neghentin“ urkundlich erwähnt. Der Name bedeutet im slawischen so viel wie „Heide, Waldgegend“. Erst 1835 wechselte der Namen zu Alt Negentin.
Alt Negentin war teils Rittergut, teils ab dem 17. Jahrhundert Tertialgut. Im 13. Jahrhundert besaß der Greifswalder Ratsherr Heinrich Negentin das Gut, ihm folgte im 15. Jahrhundert die Familie Lesenitz. Sie waren ebenfalls Magistratsmitglieder der Stadt und waren mit dem Universitätsgründer Heinrich Rubenow verwandt. 1476 verkauften die Lesenitzer beide Güter an Claus Blixen zu Klein Zastrow. Während des Dreißigjährigen Kriegs wurden die vorhandenen vier Bauernhöfe verwüstet. Später hatte das Lehngut 1.385 preuß. Morgen und das Tertialgut 1.097 preuß. Morgen mit hohen Anteilen von fruchtbarem Ackerland. 1852 starb mit Gustav Adolf von Blixen die männlichen Linie der Familie aus. Die Nachkommen seiner Schwester, verheiratete Franz, besaßen das Gut Alt Negentin noch bis in die erste Hälfte des 20. Jahrhunderts. 1865 lebten im Ort 121 Einwohner in 16 Familien, und es waren sieben Wohn- und neun Wirtschaftsgebäude sowie eine Holländerwindmühle  eine Brennerei vorhanden. Bei der Volkszählung von 1910 wurden für den Gutsbezirk Alt Negentin 100 Einwohner ermittelt. Am 23. März 1912 wurde die nur dem Güterverkehr dienende Stichbahn nach Klein Zastrow (8,93 km) eröffnet. In den 1920er Jahren betrieb das Gut ein Warmblutzucht-Gestüt. Letzte Gutseigentümerin bis 1945 war die Familie Ringenberg. Nach Ende des Zweiten Weltkriegs hatte Alt Negentin 395 Einwohner. Das Gut wurde im Zuge der Bodenreform enteignet und an Neusiedler aufgeteilt. Der Besitz ging später in die Landwirtschaftliche Produktionsgenossenschaft (LPG) „Frohe Botschaft“ über. Die Eingemeindung nach Dargelin erfolgte zum 19. Mai 1974. Peter Ringenberg kaufte 1991 das Gut der Vorfahren zurück. 1997 wurde das ehemalige Gutshaus abgerissen und ein neues Gebäude errichtet, das als Kindergarten genutzt wird.

### Neu Negentin
Der Ort wurde 1624 als „Neu-Negentin“ erstmals erwähnt. Das Dorf und die dortige Wirtschaft war seit dieser Zeit Stadt- und Hospitalgut von St. Spiritus in Greifswald. Es bestand aus dem Gutshof und wenigen Landarbeiterhäusern. In der Regel wurden Stadt- oder Hospitalgüter verpachtet und deren Einnahmen flossen dann dem Besitzer zu. Das Gut verfügte 1848 über 954 Morgen Acker und 91 Morgen Wiesen. 1865 hatte Neu Negentin 62 Einwohner in neun Familien, es waren vier Wohn-, ein Schul- und neun Wirtschaftsgebäude vorhanden. 1871 hatte sich die Einwohnerzahl auf 71 erhöht, die Volkszählung 1910 wies 79 Einwohner aus.

### Sestelin
Westlich und südöstlich des Ortes liegen zwei spätslawische Siedlungsgefilde, die archäologisch nachgewiesen sind und damit die slawische Dorfgründung belegen. Auch Urkunden der Zeit berichteten, dass der Ort vornehmlich von Slawen bewohnt blieb. Der Ort wurde 1284 als „Sestelyn“ erstmals urkundlich erwähnt. Der slawische Ortsname bedeutet „niederlassen“. Schon seit 1284 wurde die Adelsfamilie Blixen als Besitzer genannt, 1810 erwarb der Greifswalder Kaufmann Philipp Hermann Weißenborn das Gut Sestelin. 1865 hatte Sestelin 91 Einwohner in 14 Familien. Registriert waren sechs Wohn- und sieben Wirtschaftsgebäude. 1910 hatte der Gutsbezirk Sestelin 85 Einwohner. Der Ort wurde zum 1. August 1946 nach Dargelin eingemeindet.
Sophienberg (historische Wüstung)
Sophienberg wurde zwischen 1824 und 1825 als Vorwerk des Gutes Alt Negentin angelegt. Den Namen erhielt es nach der Frau des Besitzers von Klein Zastrow Carl Emil Weissenborn. Das Vorwerk befand sich etwa 1,5 Kilometer südwestlich Sestelin. Nach 1920 fiel der Ort wüst. und wurde 1946 dem Ortsteil Alt Negentin zugeordnet. Heute ist nur noch ein verbuschtes Gelände sichtbar.

## Politik

### Gemeindevertretung und Bürgermeister
Der Gemeinderat besteht (inkl. Bürgermeister) aus 7 Mitgliedern. Die Wahl zum Gemeinderat am 26. Mai 2019 hatte folgende Ergebnisse:
| Partei/Bewerber                      | Prozent | Sitze |
| ------------------------------------ | ------- | ----- |
| Wählergemeinschaft Gemeinde Dargelin | 69,28   | 4     |
| Einzelbewerber Ringenberg            | 15,88   | 1     |
| Einzelbewerber Kuhrau                | 9,07    | 1     |

Bürgermeister der Gemeinde ist Fred Feike, er wurde mit 61,54 % der Stimmen gewählt.

### Dienstsiegel
Die Gemeinde verfügt über kein amtlich genehmigtes Hoheitszeichen, weder Wappen noch Flagge. Als Dienstsiegel wird das kleine Landessiegel mit dem Wappenbild des Landesteils Vorpommern geführt. Es zeigt einen aufgerichteten Greifen mit aufgeworfenem Schweif und der Umschrift „GEMEINDE DARGELIN * LANDKREIS VORPOMMERN-GREIFSWALD“.

## Sehenswürdigkeiten
- Großsteingräber bei Dargelin (1) und Neu Negentin (4)
- Gutshof Alt Negentin und Dargelin